# Cemitério de Woodlawn

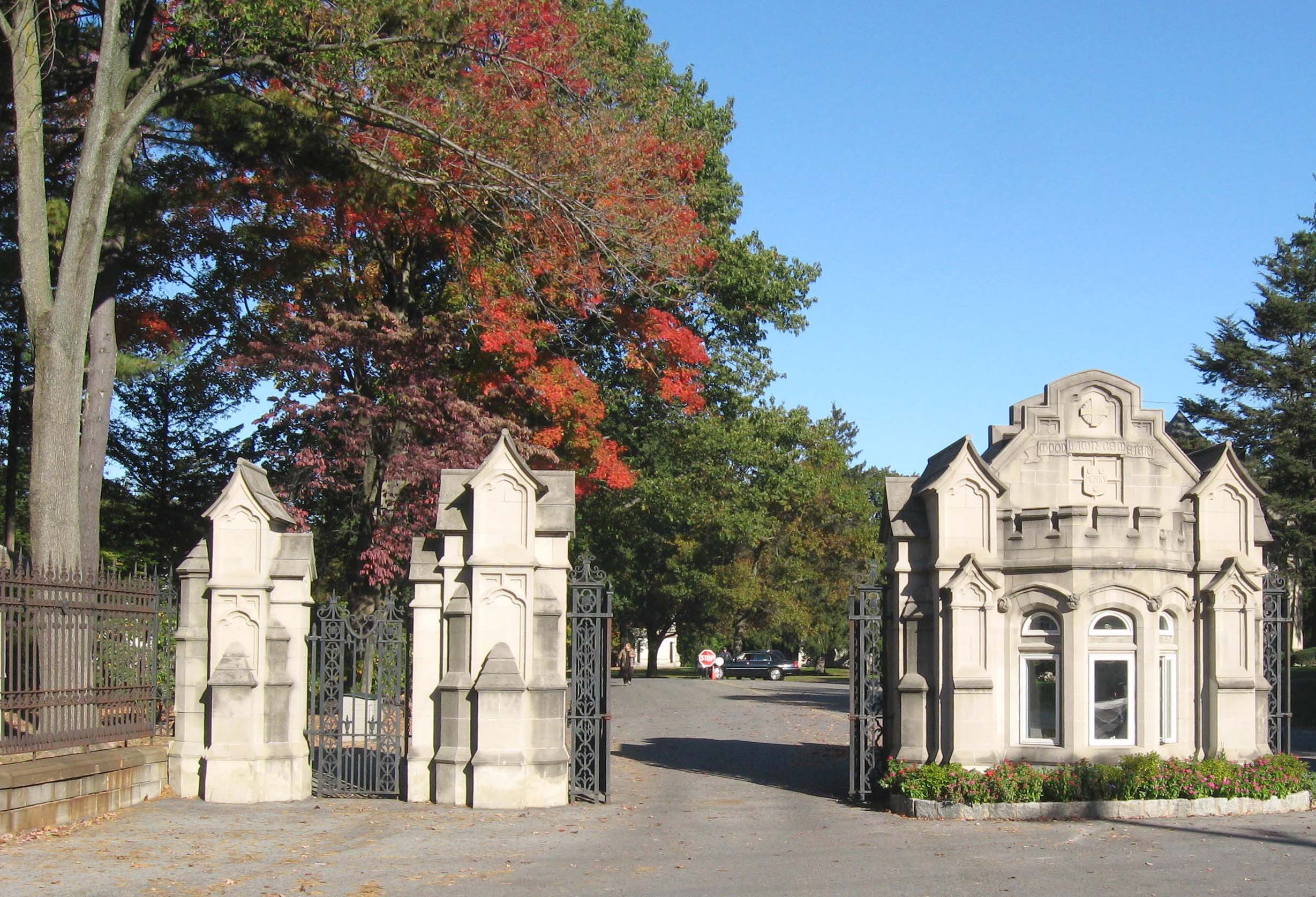
Entrada pela Jerome Avenue.

O Cemitério de Woodlawn (em inglês:  Woodlawn Cemetery) é um dos maiores cemitérios da cidade de Nova Iorque, reconhecido como Marco Histórico Nacional. Situado na 4199 Webster Avenue em Woodlawn, no Bronx, é caracterizado como um cemitério-jardim. Foi aberto em 1863, então no Condado de Westchester, em uma área que foi depois anexada à cidade de Nova Iorque em 1874.
O cemitério é notável em parte como o local de sepultamento de algumas personalidades das artes dos Estados Unidos, como por exemplo os escritores Countee Cullen e Herman Melville e os músicos Irving Berlin, Miles Davis, Duke Ellington e Max Roach.
O local foi designado, em 23 de junho de 2011, um distrito do Registro Nacional de Lugares Históricos, bem como, na mesma data, um Marco Histórico Nacional.

## Sepultamentos notáveis

### A
- Charles Henry Adams
- Anthony Allaire
- A'Lelia Walker
- Vivian Beaumont Allen
- Vincent Alo
- John Murray Anderson
- Alexander Archipenko
- Herman Ossian Armour
- Hugh D. Auchincloss
- James C. Auchincloss

### B
- Benjamin Babbitt
- Jules Bache
- James Anthony Bailey
- Joseph C. Baldwin
- Billy Bang
- Diana Barrymore
- Nora Bayes
- Charles Becker
- Digby Bell
- Laura Joyce Bell
- Alva Belmont
- Oliver Belmont
- Irving Berlin
- Maximilian Berlitz
- Samuel Rossiter Betts
- Amelia Bingham
- Ausburn Birdsall
- Cornelius Bliss
- Nellie Bly
- Coralie Blythe
- George Boldt
- Robert W. Bonynge
- Emma Booth
- Gail Borden
- Bostwick family
- Anne Lynch Botta
- William V. Brady
- Boris Brasol
- Herbert Brenon
- Bricktop
- Benjamin Bristow
- Addison Brown
- Henry Bruckner
- Charles Waldron Buckley
- Ralph Johnson Bunche
- Richard Busteed
- Benjamin Franklin Butler
- Charles Butler

### C
- Hervey C. Calkin
- Harry Carey
- Charles A. Carleton
- Vernon e Irene Castle
- Carrie Chapman Catt
- Alfred Chapin
- Robert Chesebrough
- Joseph Hodges Choate
- Bobby Clark
- Horace F. Clark
- Huguette Clark
- William A. Clark
- Henry Clews
- George M. Cohan
- Barron Collier
- Ida Conquest
- Austin Corbin
- Ricardo Cortez
- Lotta Crabtree
- William Nelson Cromwell
- Celia Cruz[6]
- Countee Cullen
- Frederick Kingsbury Curtis
- Elizabeth Jane Cochran

### D
- Jess Dandy
- Leopold Damrosch
- Miles Davis[6]
- Clarence Day
- Zachariah Deas
- Cornelius H. DeLamater
- George Washington De Long
- Sidney Dillon
- Charles Cleveland Dodge
- William E. Dodge
- Richard Dorson
- Vernon Duke
- Paul Du Chaillu
- Finley Peter Dunne
- William C. Durant

### E
- Gertrude Ederle
- Gus Edwards
- Duke Ellington[6]
- Albert Ellis

### F
- Benjamin L. Fairchild
- David Farragut
- Bud Fisher
- Clara Fisher
- Rudolph Fisher
- Clyde Fitch
- Geraldine Fitzgerald
- James Montgomery Flagg
- Frankie Frisch
- Antoinette Perry Frueauff

### G
- Tommy Gagliano
- Lindley Miller Garrison
- Francis Patrick Garvan
- John Warne Gates
- Ben Gazzara
- Charles Sidney Gilpin
- Thomas F. Gilroy
- Ambrosio José Gonzales
- Jay Gould
- Archibald Gracie
- Archibald Gracie III
- Archibald Gracie IV
- George Bird Grinnell
- Lawrence Grossmith
- Simon Guggenheim

### H
- Oscar Hammerstein I
- Lionel Hampton
- W. C. Handy
- Edward Harkness
- Lamon V. Harkness
- William L. Harkness
- Charles K. Harris
- William Frederick Havemeyer
- Coleman Hawkins
- Millicent Hearst
- August Heckscher
- John Held, Jr.
- Victor Herbert
- Adelaide Herrmann
- Christian Archibald Herter
- John D. Hertz
- Jim Holdsworth
- Richard Hudnut
- Charles Evans Hughes
- Collis P. Huntington
- Barbara Hutton
- Henry Baldwin Hyde

### J
- Milt Jackson
- Illinois Jacquet
- Fanny Janauschek
- Augustus D. Juilliard

### K
- Pedro Knight[6]
- Fritz Kreisler

### L
- Fiorello La Guardia
- Daniel S. Lamont
- Scott La Rock
- Walter W. Law
- Canada Lee
- Henry Lehman
- Frank Leslie
- Joseph Christian Leyendecker
- Harold Lockwood
- Frank Belknap Long
- Mansfield Lovell
- George Platt Lynes

### M
- Rowland Macy
- Martha Mansfield
- Frankie Manning
- Madam C. J. Walker
- Vito Marcantonio
- Dewey Markham
- Alfred Erskine Marling
- Louis Marx
- Giuseppe Masseria
- Bat Masterson
- Victor Maurel
- William McAdoo
- Josiah Calvin McCracken
- George A. McGuire
- Jackie McLean
- George McManus
- Marie Mattingly Meloney
- Herman Melville
- Dean Meminger
- William P. Merrill
- Cyrus Miller
- Gilbert Miller
- Marilyn Miller
- Florence Mills
- John Bassett Moore
- Paul Morton
- Robert Moses

### N
- Thomas Nast
- Harold Nicholas
- Hideyo Noguchi
- James W. Nye
- Joshua Abraham Norton

### O
- Chauncey Olcott
- Blanche Oelrichs
- Hermann Oelrichs
- William Butler Ogden
- Joe "King" Oliver

### P
- Augustus G. Paine, Jr.
- Felix Pappalardi
- James Cash Penney
- Alex Pompez
- Generoso Pope
- George B. Post
- Otto Preminger
- Samuel I. Prime
- Joseph Pulitzer
- Mihajlo Pupin

### R
- Charles Ranhofer
- Norman B. Ream[7][8]
- Theodor Reik
- Gaetano Reina
- Lance Reventlow
- Grantland Rice
- Vincent Richards
- Tex Rickard
- Max Roach
- Delmar "Barney" Roos
- Ruth Rowland Nichols
- Damon Runyon

### S
- Ruth Brown Snyder
- Ida Straus
- Isidor Straus
- Elizabeth Cady Stanton

### T
- Olive Thomas
- Lloyd Tilghman
- Dan Topping
- Jokichi Takamine
- Clarice Taylor
- Jerry Thomas

### U
- Vladimir Ussachevsky
- Samuel Untermyer
- Gladys Unger

### V
- Abraham Van Buren
- Robert Anderson Van Wyck
- Virginia Fair Vanderbilt

### W
- Frank Winfield Woolworth

.William "Wee Gee" Howard

## Galeria de imagens

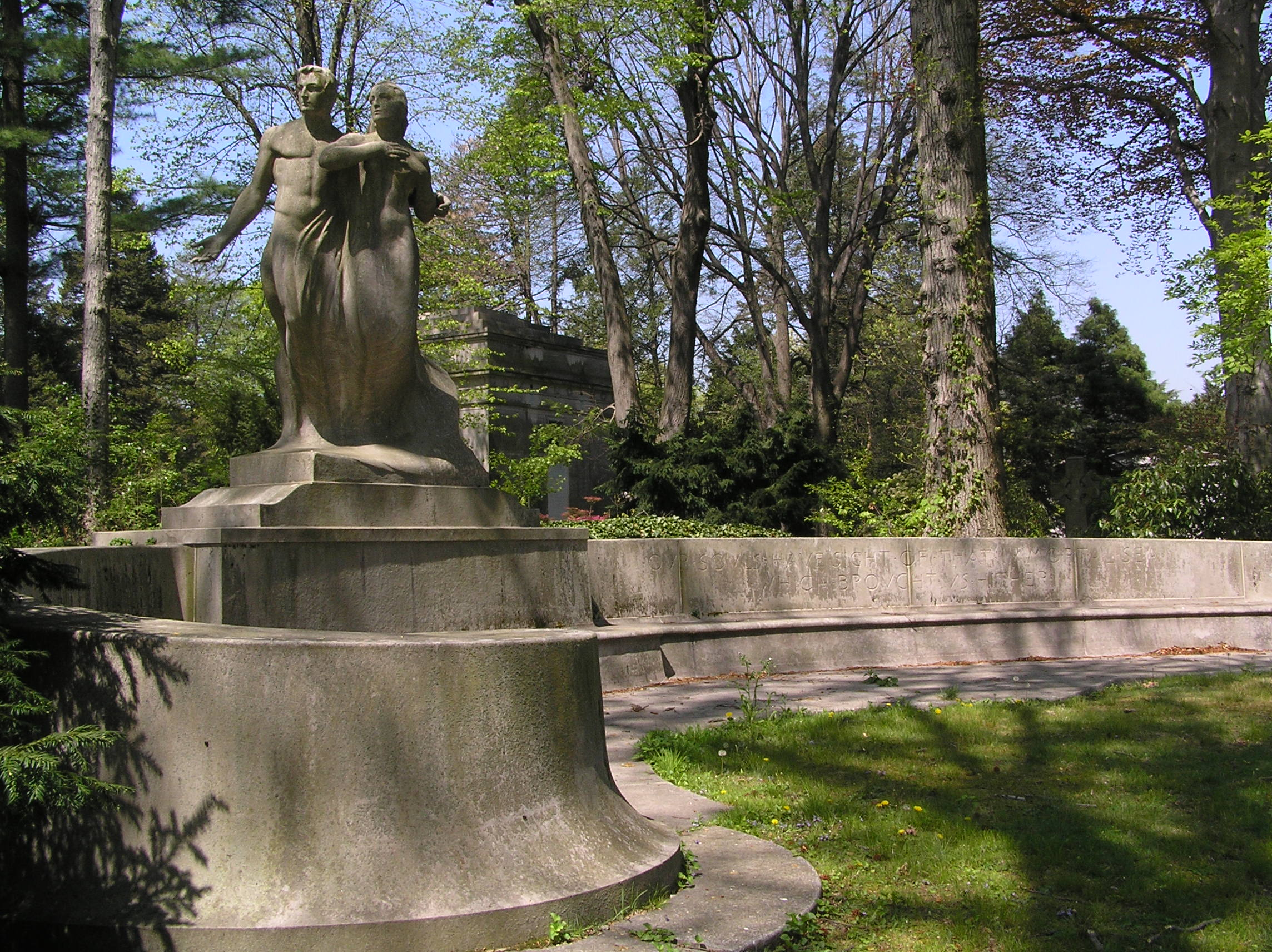
Annie Bliss Titanic memorial
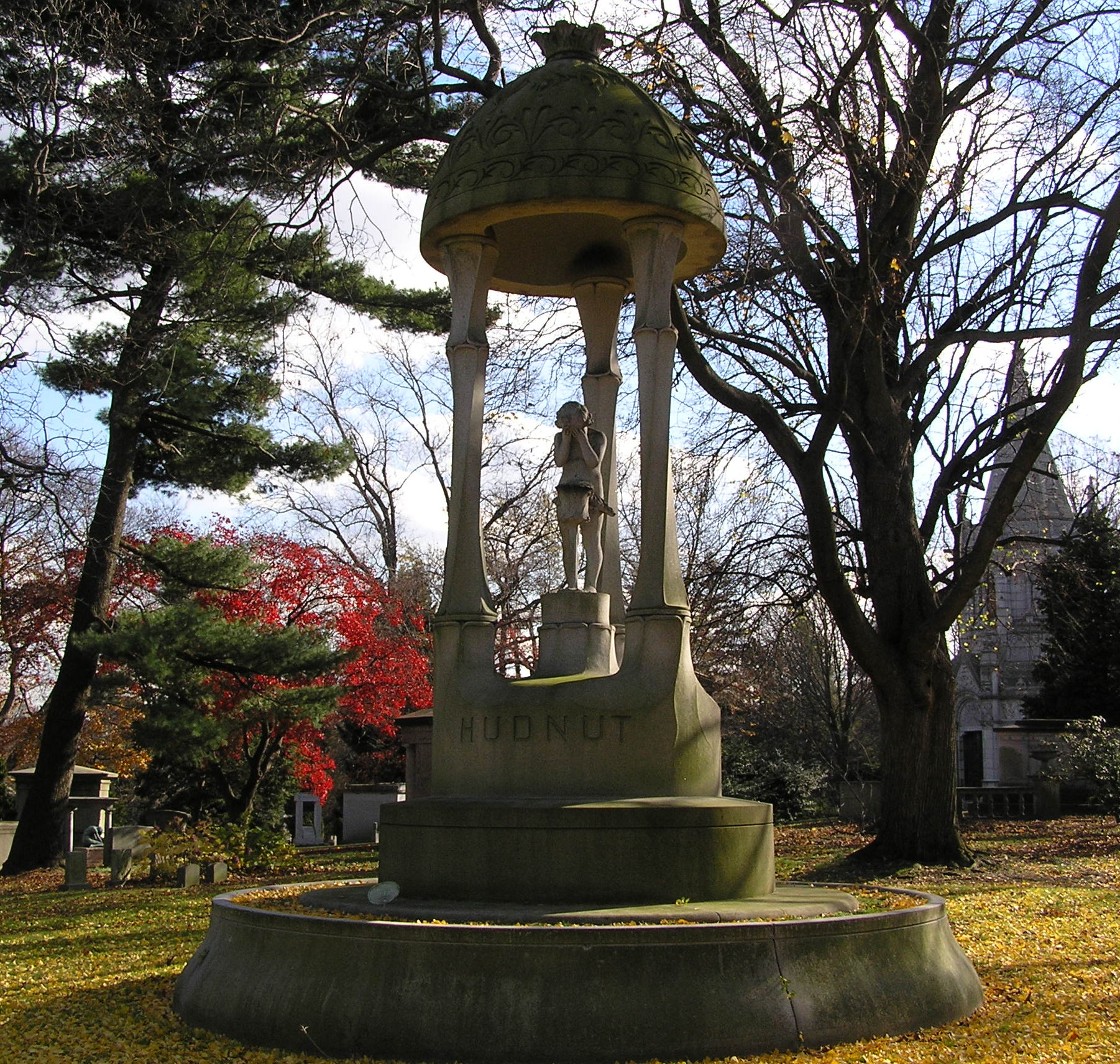
Richard Hudnut Monument
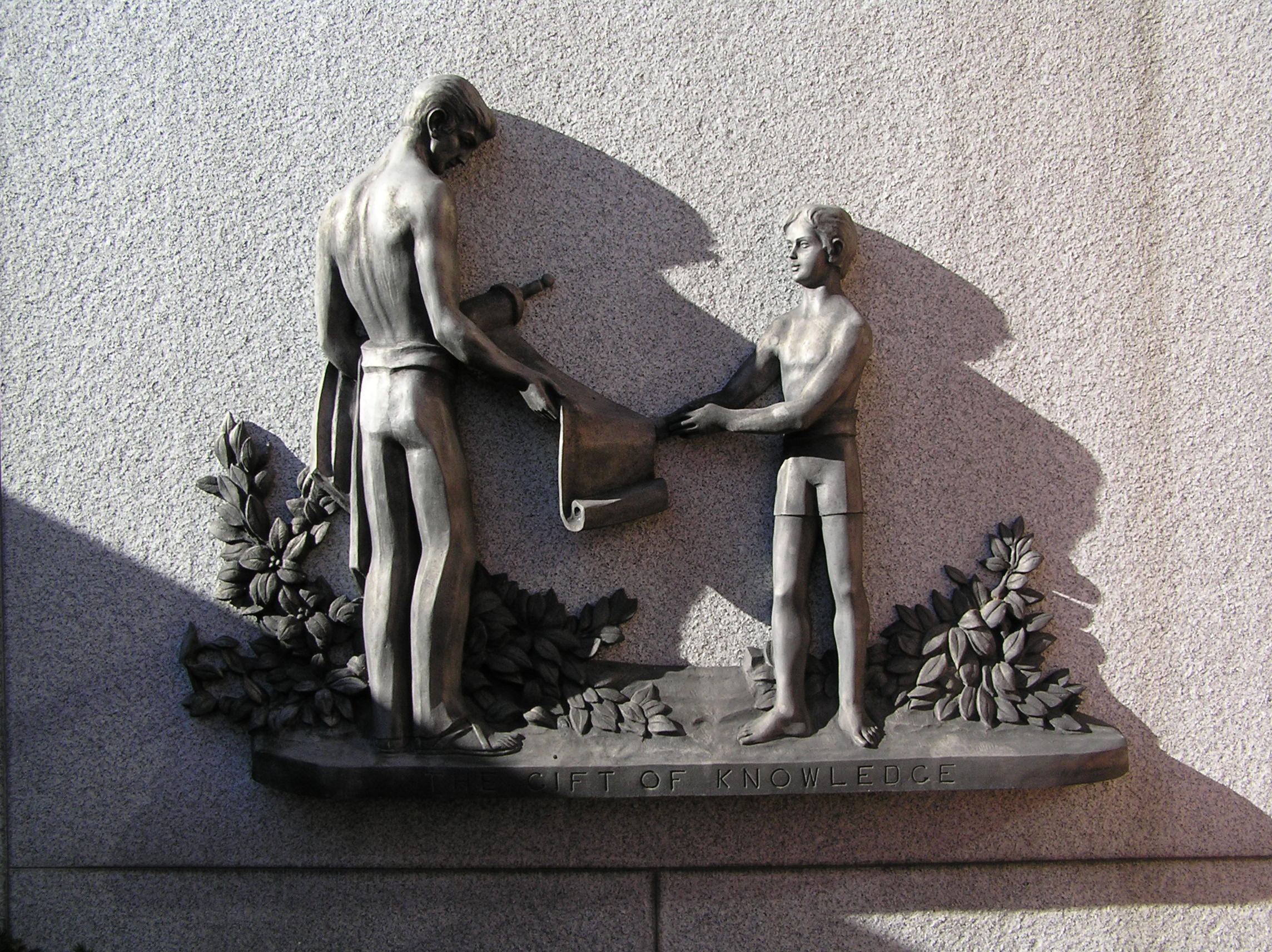
Van Cortlandt Frieze
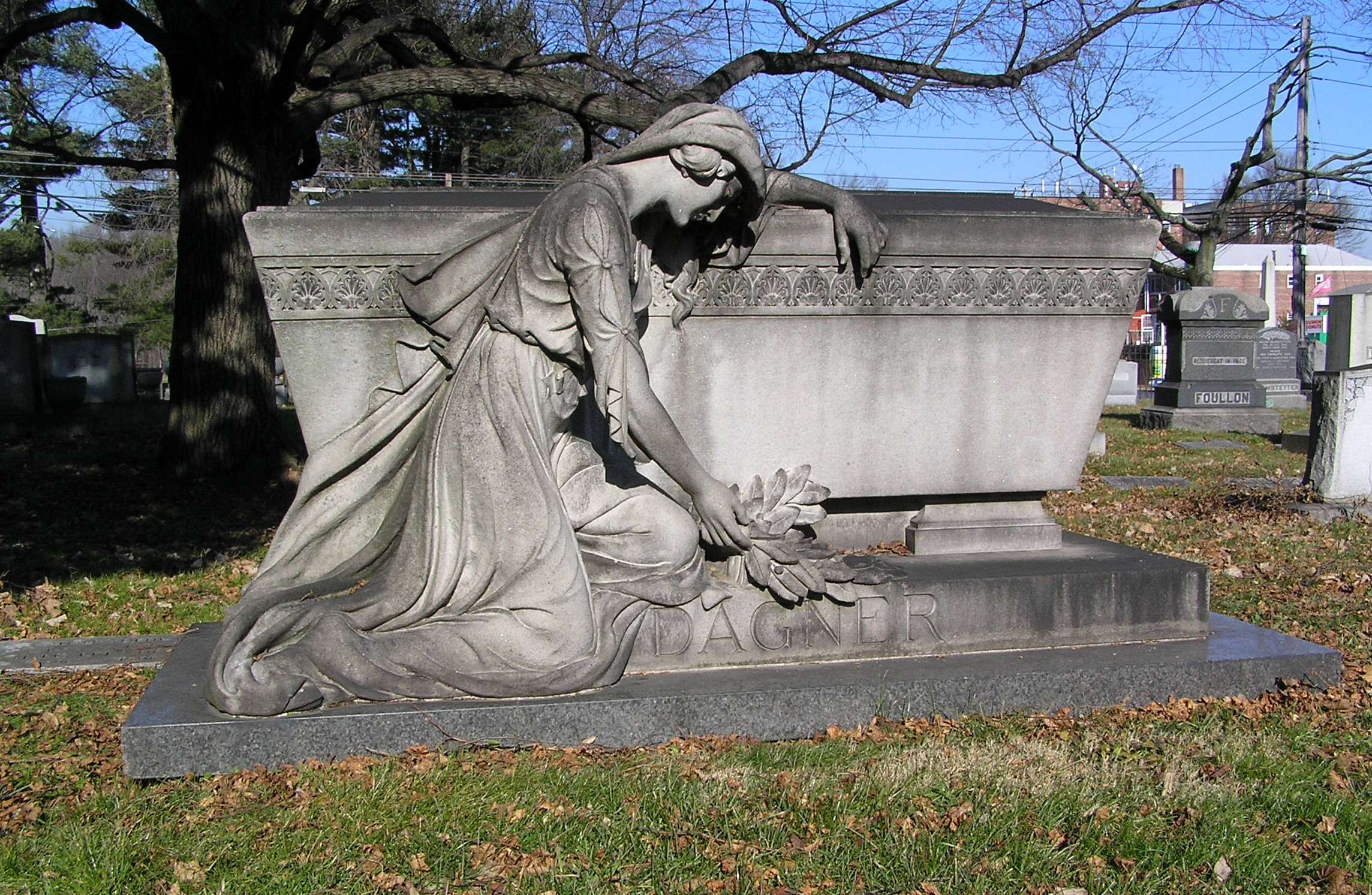
Sarcophagus with angel
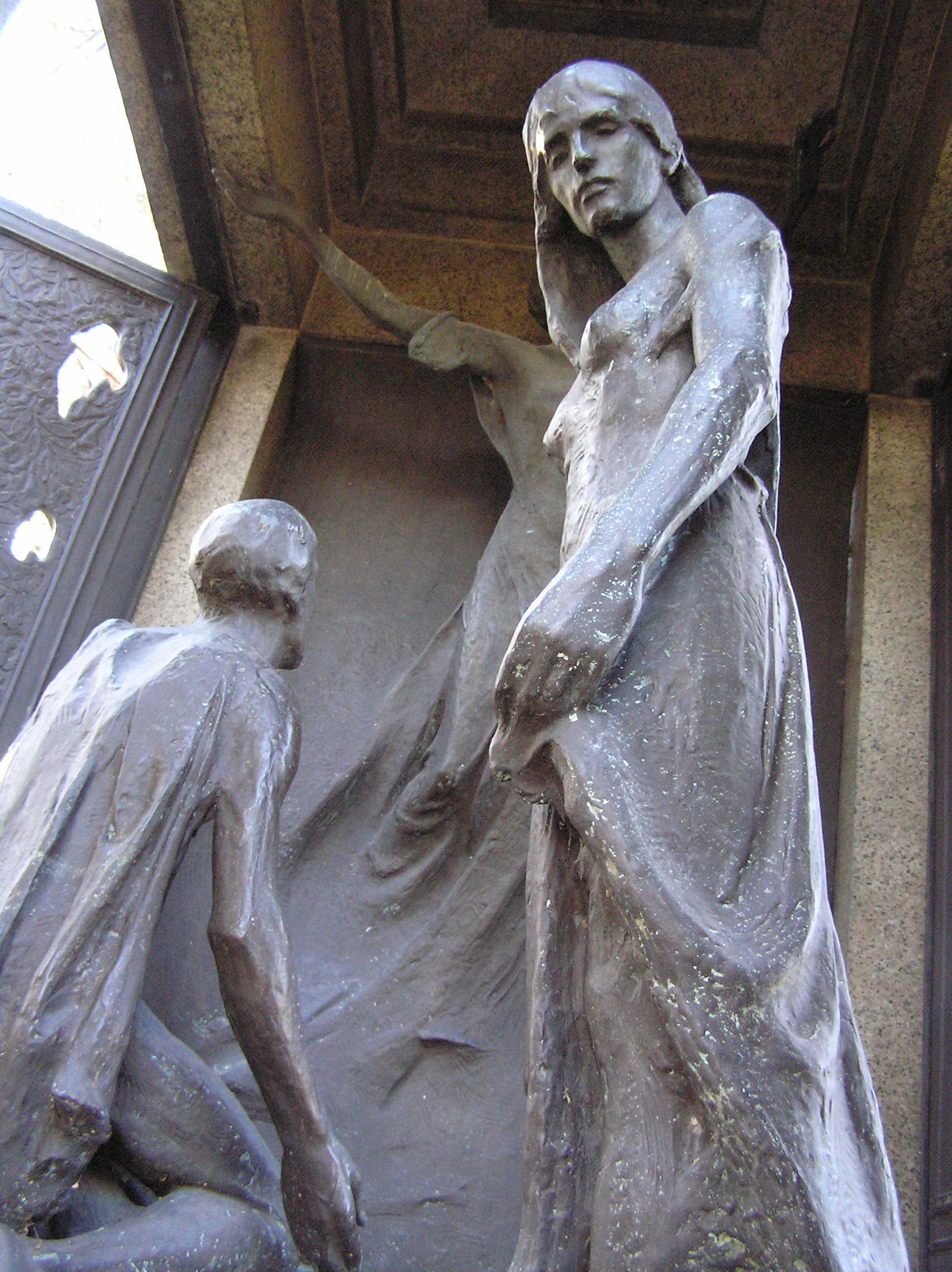
Dishabille statue
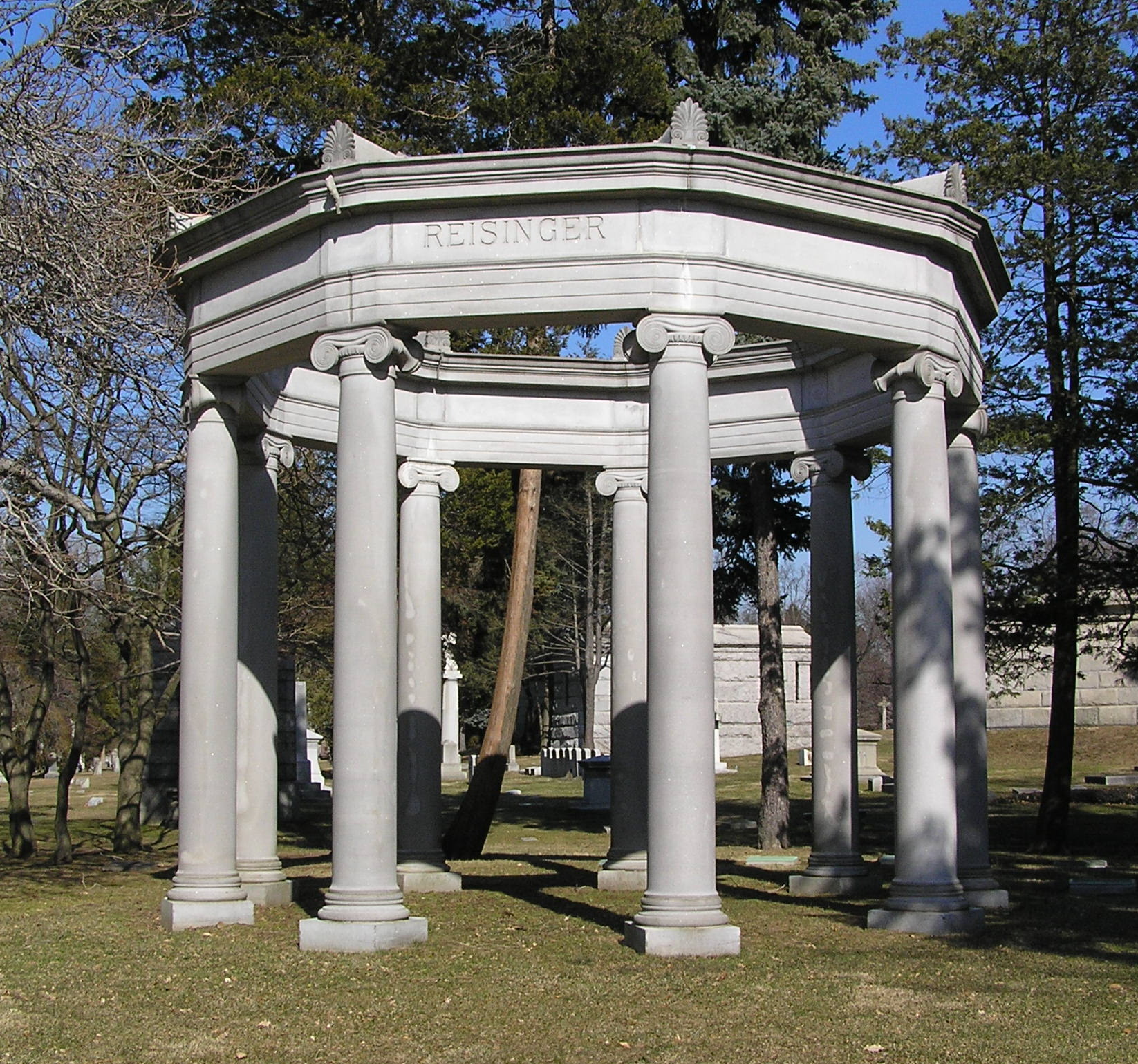
Reisinger Monument
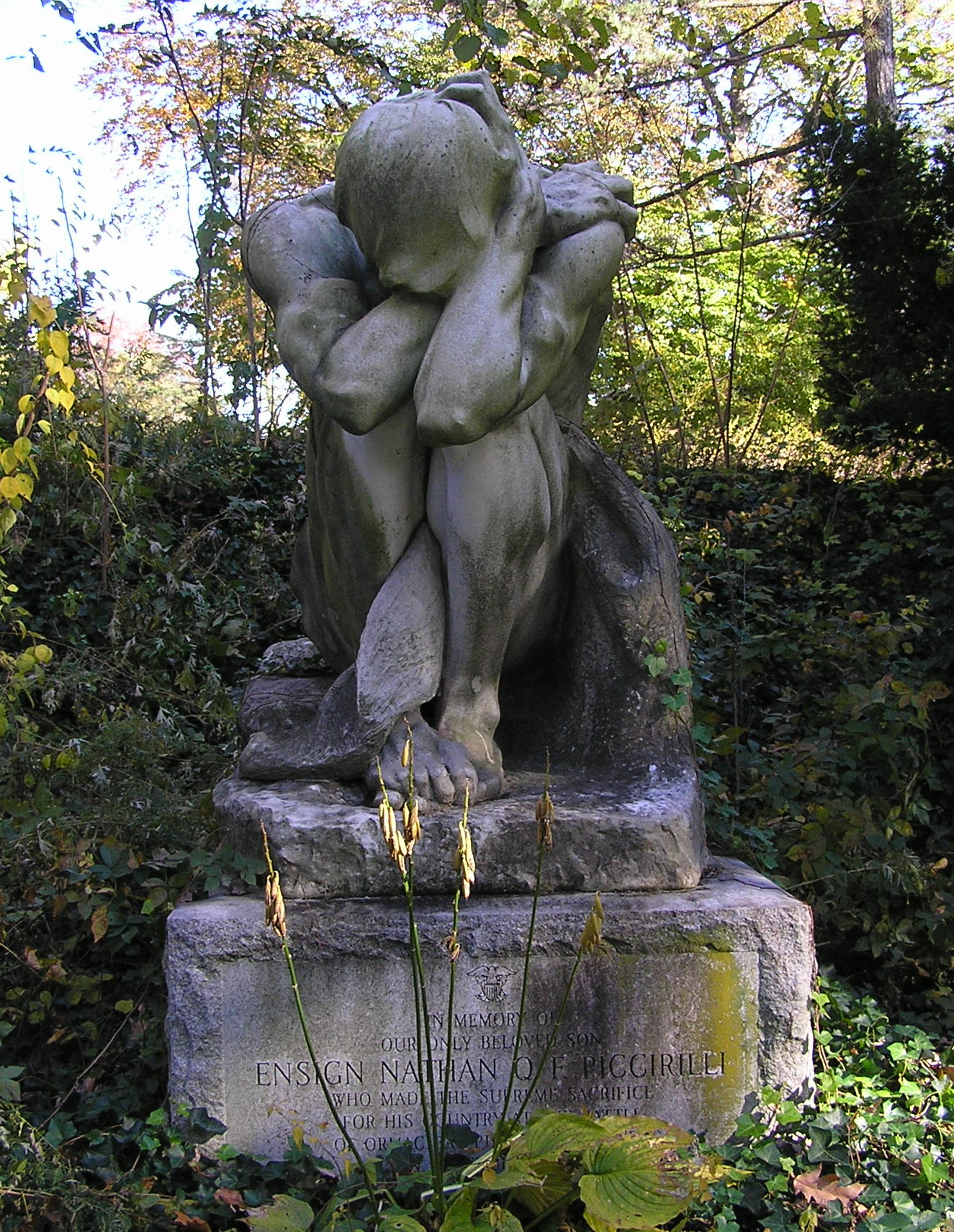
Nathan Piccirilli Monument
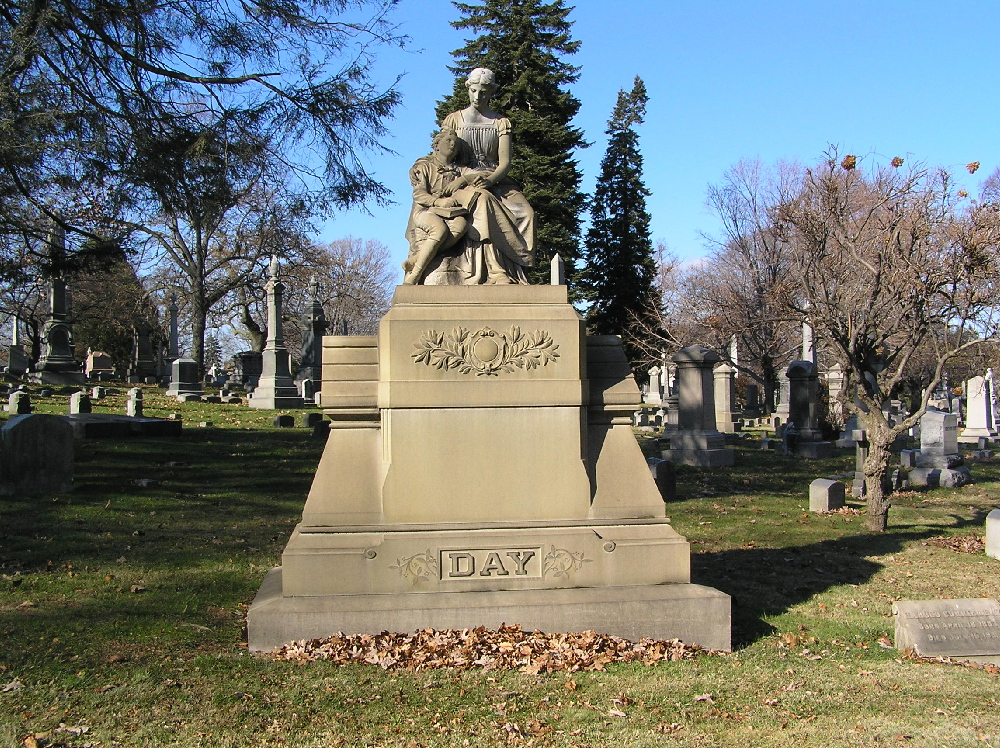
The monument of Clarence Day
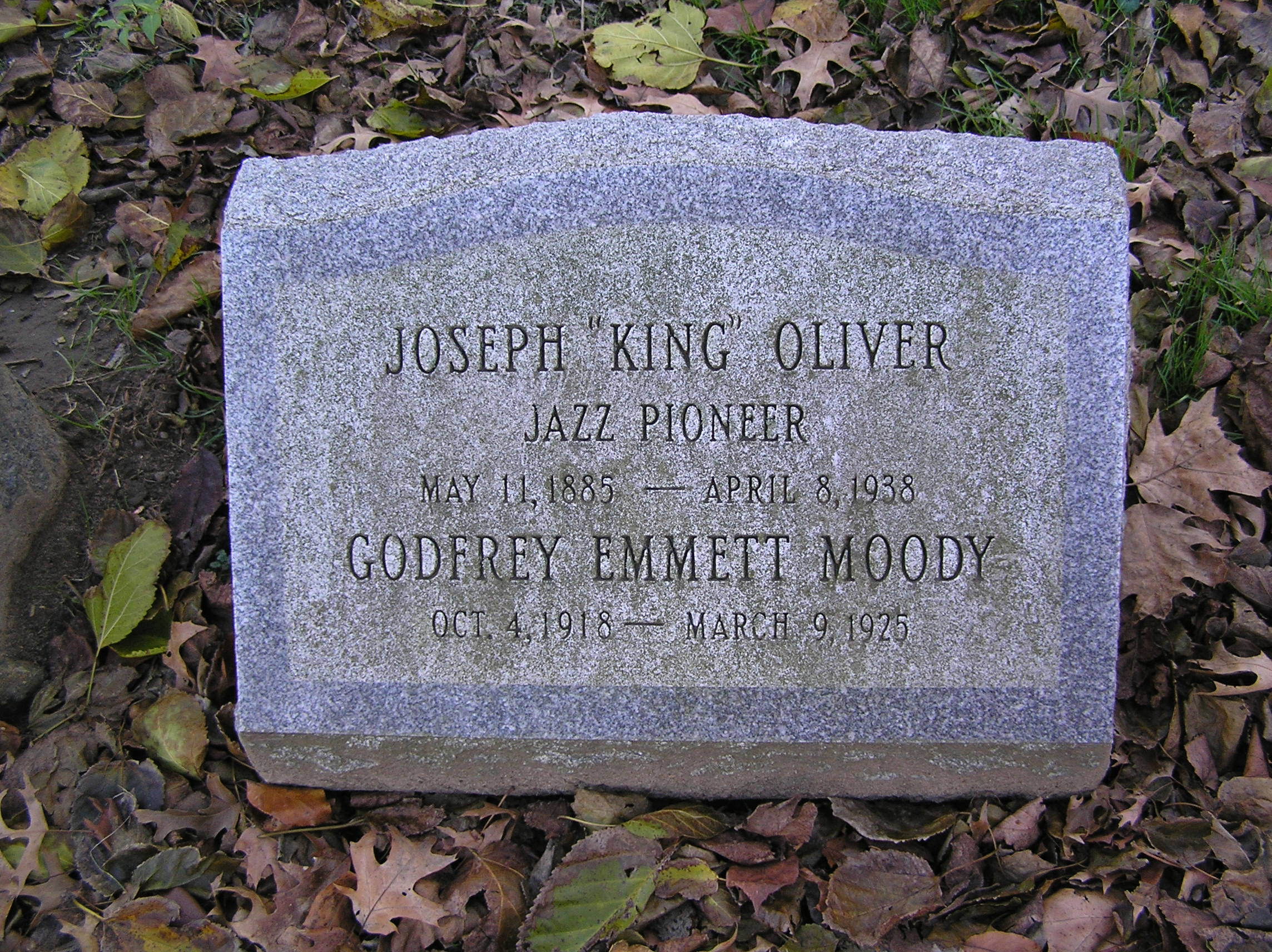
Joe "King" Oliver's grave
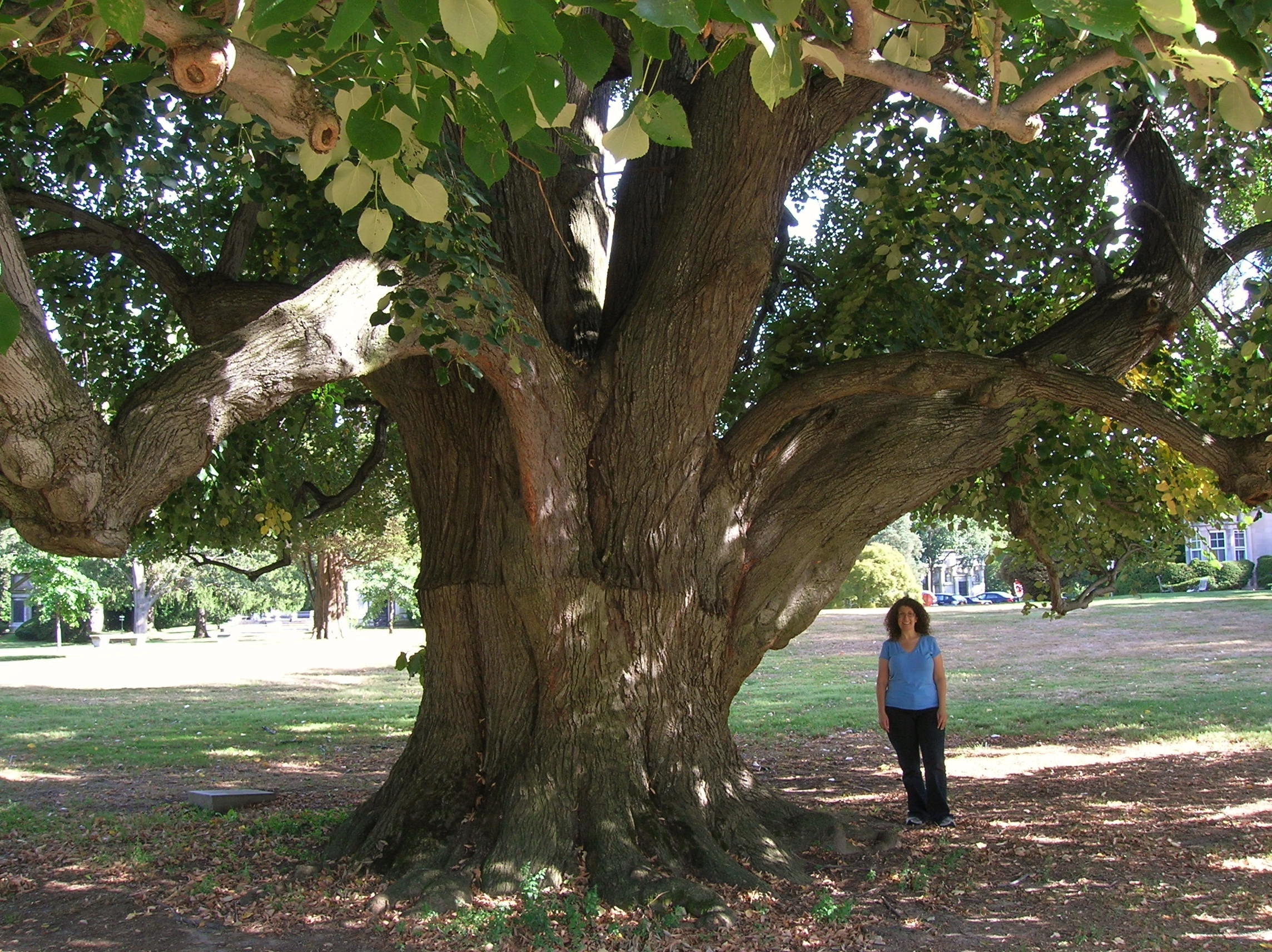
Tilia
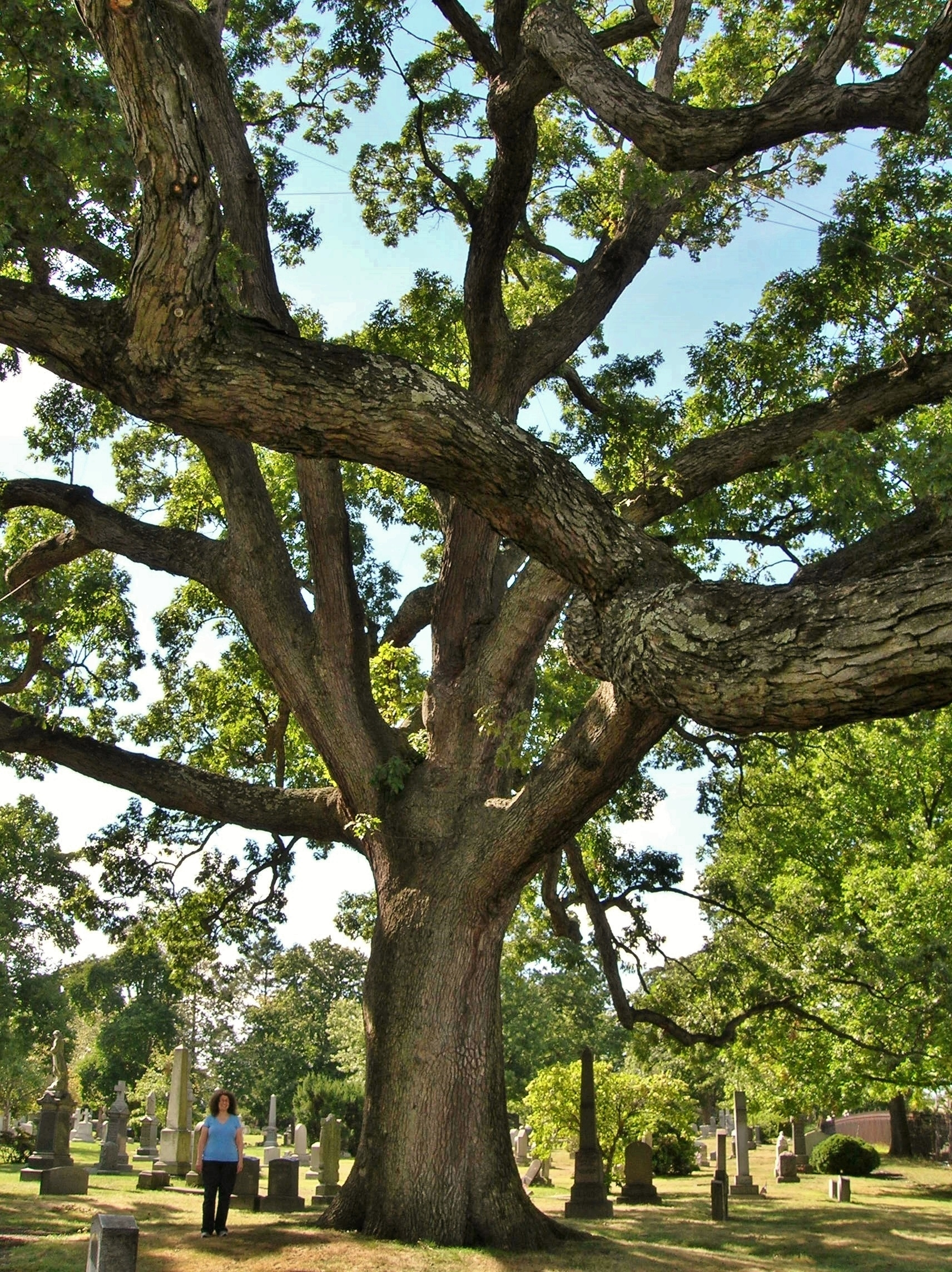
White Oak Tree
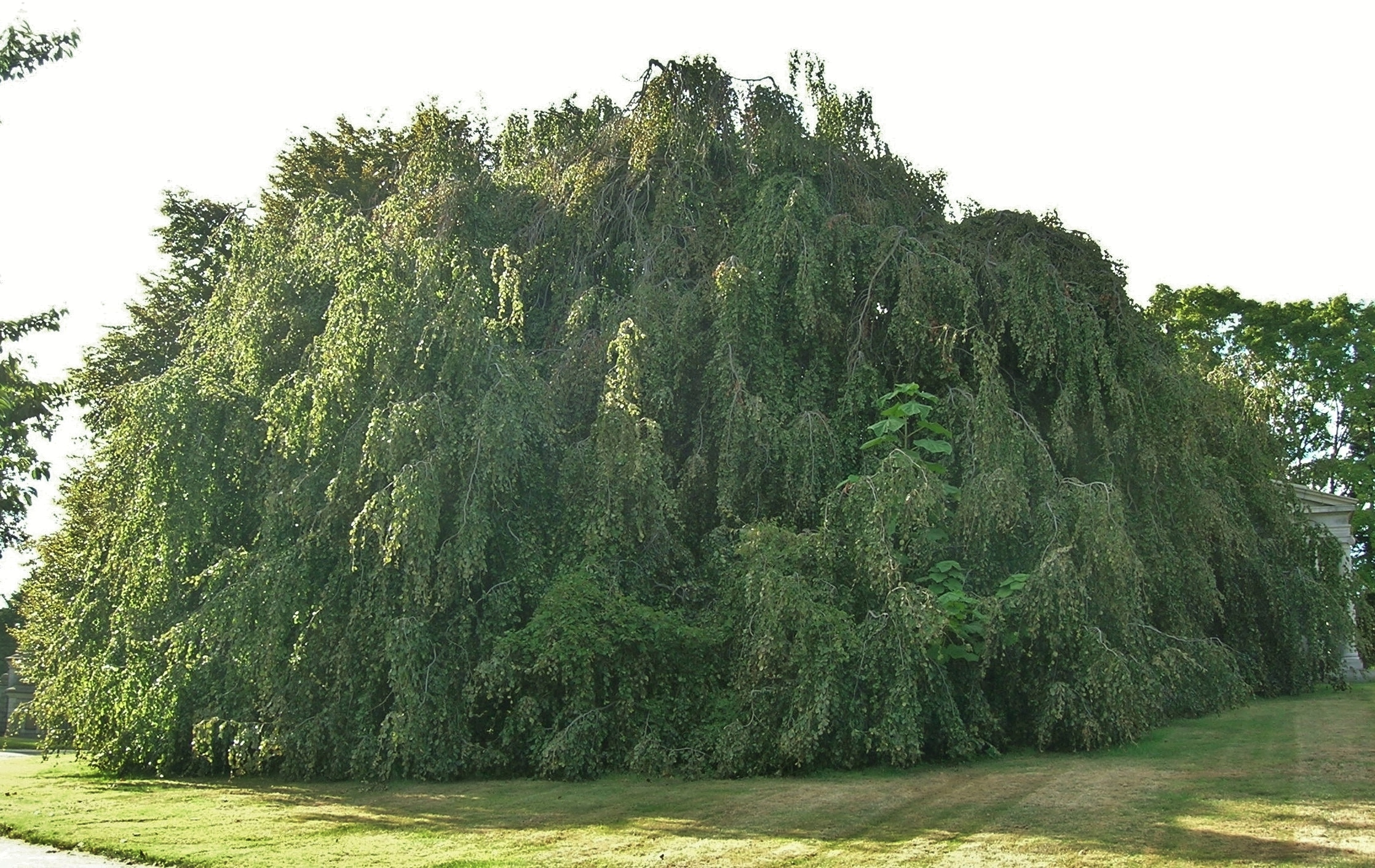
Fagus sylvatica  'Pendula'
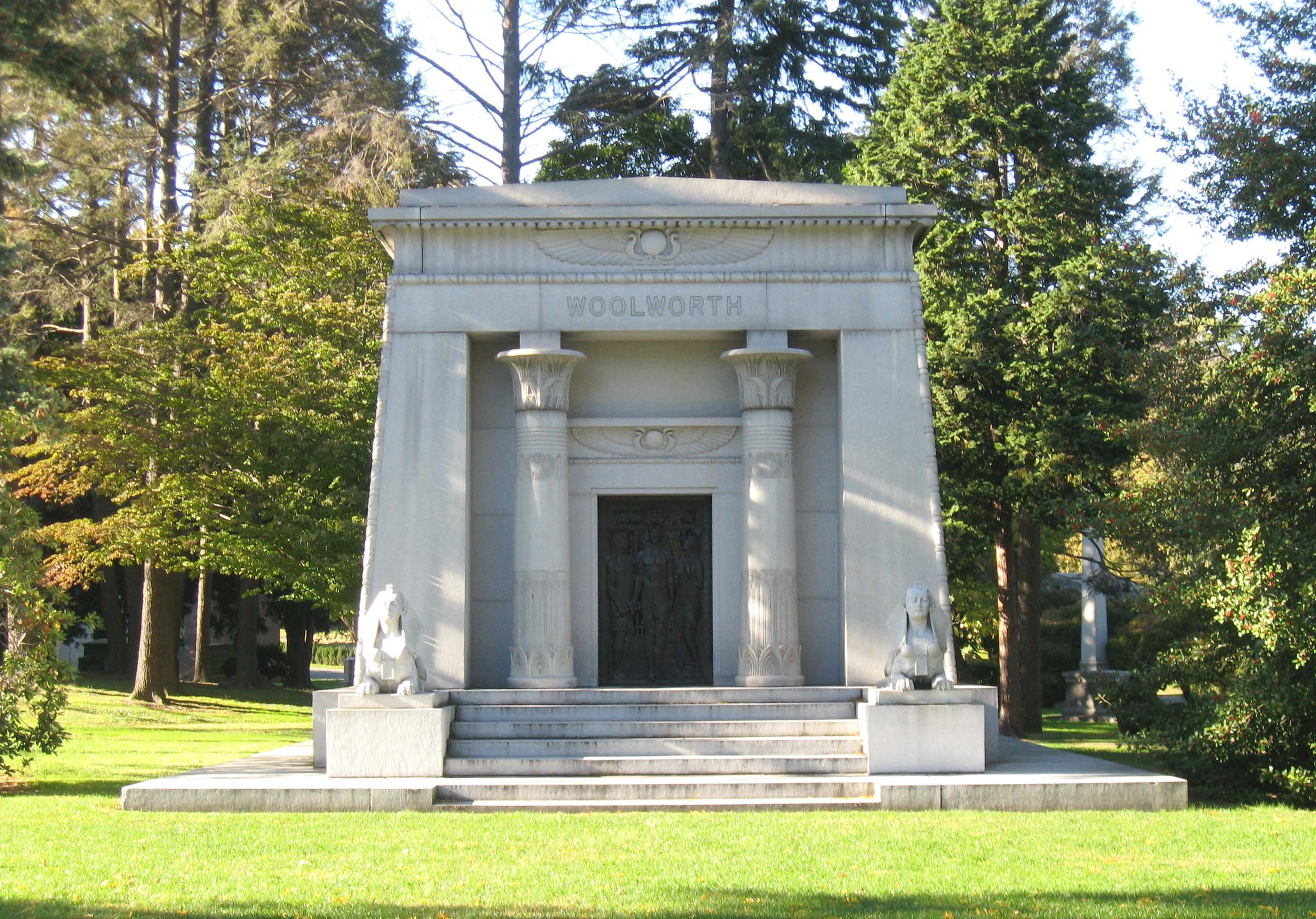
Mausoléu da família Woolworth